# Lesično
Lesično is een plaats in Slovenië en maakt deel uit van de gemeente Kozje in de NUTS-3-regio Savinjska. De plaats telde 177 inwoners op 1 januari 2020.